# Millwall Lionesses Ladies Football Club
Il Millwall Lionesses Ladies Football Club è una squadra di calcio femminile inglese con sede a Rotherhithe, Southwark, nella parte sud-est di Londra.
Istituita nel 1972 a Millwall, benché inizialmente snobbate dal locale club maschile, l'originario gruppo di donne che fondarono la squadra continuò l'attività sportiva, affermandosi nel campionato inglese di categoria, tanto da diventare la prima squadra di calcio femminile ad affiliarsi a una squadra maschile professionistica, il Millwall Football Club, conosciuta con il soprannome "The Lions" (i leoni). In Inghilterra le Lionesses hanno quindi inaugurato il Football in the Community Scheme, ovvero la tendenza di affiliare una squadra di calcio femminile ad un club professionistico maschile, diventata usuale nel panorama calcistico inglese.
Dopo aver disputato per anni i campionati femminili di massimo livello, dal 2019, anno in cui venne fondato il London City Lionesses, disputa l'Eastern Region Women's League, quinto livello del campionato nazionale.

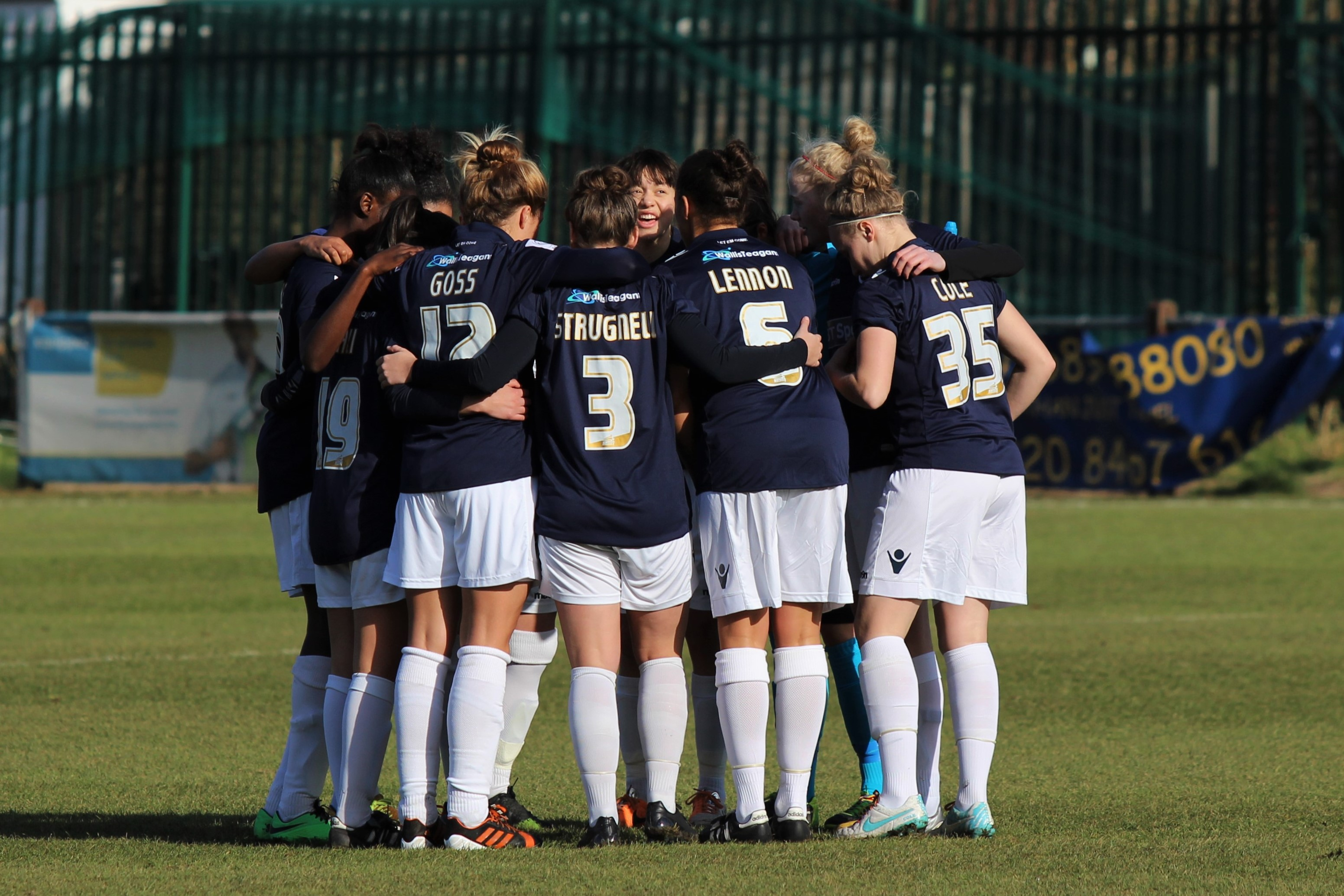
Il Millwall nel 2015.

## Palmarès

### Competizioni nazionali
- FA Women's Cup: 2

1991, 1997

### Altri piazzamenti
- Campionato inglese di seconda divisione:

Terzo posto: 2017, 2017-2018